# Diana Vaisman
Diana Vaisman (hebräisch דיאנה ויסמן; * 23. Juli 1998 in Minsk) ist eine israelische Leichtathletin, die sich auf den Sprint spezialisiert hat.

## Sportliche Laufbahn
International nahm Diana Vaisman 2013 am Europäischen Olympischen Jugendfestival in Utrecht teil und schied dort über 100 und 200 Meter mit 12,82 s bzw. 26,49 s in der ersten Runde aus. Zwei Jahre später gelangte sie bei den Jugendweltmeisterschaften in Cali im 100-Meter-Lauf bis in das Halbfinale und schied dort mit 11,79 s aus, während sie über 200 Meter im Vorlauf disqualifiziert wurde. Zuvor gewann sie bei den Europaspielen in Baku die Bronzemedaille in der Leichtathletik, wobei sie über 100 Meter in 12,02 s das B-Finale gewann und mit der Staffel in 45,23 s auf Rang zwei gelangte. 2016 erreichte sie bei den U20-Weltmeisterschaften in Bydgoszcz über 100 Meter ebenfalls das Halbfinale und schied dort mit 11,66 s aus, ehe sie auf einen Start über 200 Meter verzichtete. Im Jahr darauf nahm sie im 60-Meter-Lauf an den Halleneuropameisterschaften in Belgrad teil, schied dort aber mit 7,54 s in der ersten Runde aus. Anschließend erreichte sie bei den U20-Europameisterschaften in Grosseto über 100 Meter das Halbfinale und schied dort mit 11,88 s aus, während sie im 200-Meter-Lauf und mit der israelischen 4-mal-100-Meter-Staffel mit 24,85 s  bzw. 46,46 s in der Vorrunde scheiterte. 2018 gewann sie bei den U23-Mittelmeermeisterschaften in Jesolo in 11,59 s die Silbermedaille über 100 Meter und musste sich damit nur der Spanierin Paula Sevilla geschlagen geben. Zudem belegte sie mit der Staffel in 47,06 s Rang vier. Über 100 Meter qualifizierte sie sich erstmals für die Europameisterschaften in Berlin, schied dort aber mit 11,61 s in der ersten Runde aus.
Bei den Leichtathletik-Halleneuropameisterschaften 2019 in Glasgow gelangte sie über 60 Meter bis in das Halbfinale und schied dort mit 7,32 s aus und gewann zuvor bei den U23-Mittelmeerhallenmeisterschaften in Miramas in 7,45 s die Bronzemedaille hinter der Spanierin Sevilla und Mizgin Ay aus der Türkei. Im Juli belegte sie bei den U23-Europameisterschaften in Gävle in 11,48 s den vierten Platz über 100 Meter und qualifizierte sich auch für die Weltmeisterschaften in Doha, bei denen sie mit 11,39 s im Vorlauf ausschied. 2020 siegte sie in 7,36 s über 60 m bei den Balkan-Hallenmeisterschaften in Istanbul und kurz darauf stellte sie im französischen Liévin mit 7,31 s einen neuen israelischen Hallenrekord über diese Distanz auf. Genau ein Jahr später verbesserte sie an selber Stelle diesen Rekord auf 7,30 s und Ende Juni gewann sie dann bei den Balkan-Meisterschaften in Smederevo in 11,32 s die Goldmedaille über 100 m und belegte in der 4-mal-100-Meter-Staffel in 45,89 s den vierten Platz. Daraufhin startete sie über 100 m erstmals bei den Olympischen Sommerspielen in Tokio und kam dort mit Saisonbestleistung von 11,27 s nicht über die erste Runde hinaus.
2022 startete sie über 60 m bei den Hallenweltmeisterschaften in Belgrad und schied dort mit neuem Landesrekord von 7,20 s im Halbfinale aus. Im Juni siegte sie in 11,34 s über 100 Meter bei den Balkan-Meisterschaften in Craiova und gewann mit der 4-mal-100-Meter-Staffel in 45,20 s die Bronzemedaille hinter den Teams aus Griechenland und Österreich. Anschließend verbesserte sie den Landesrekord über 100 Meter auf 11,06 s und schied kurz darauf bei den Weltmeisterschaften in Eugene mit 11,29 s in der ersten Runde aus. Im August verpasste sie dann bei den Europameisterschaften in München mit 11,36 s den Finaleinzug.
In den Jahren von 2017 bis 2019 sowie 2021 und 2022 wurde Vaisman israelische Meisterin im 100-Meter-Lauf sowie 2014, 2017 und 2018 auch über 200 Meter.

## Persönliche Bestleistungen
- 100 Meter: 11,06 s (+1,2 m/s), 3. Juli 2022 in La Chaux-de-Fonds (israelischer Rekord)
- 60 Meter: 7,23 s (+1,7 m/s), 27. Februar 2022 in Rischon LeZion (nationale Bestleistung) 
  - 60 Meter (Halle): 7,20 s, 18. März 2022 in Belgrad (israelischer Rekord)
- 200 Meter: 23,78 s (−0,9 m/s), 5. Juli 2018 in Tel Aviv